# الحسينية (القاهرة)
الحسينية من أقدم وأعرق مناطق القاهرة العريقة، وهو حي شعبي، يتبع حي باب الشعرية، وكان هذا الحى في أول الأمر حارة كبيرة واقعة خارج سور القاهرة تجاه باب الفتوح والحسينية، ومنسوبة لجماعة الأشراف الحسينيين قدموا من الحجاز ونزلوا تلك المنطقة واستوطنوها، وكان ذلك في أيام الملك الكامل محمد بن العادل.

## تاريخ
قال المقريزى عنها وابن عبد الظاهر إنهم أتوا في عهد الخليفة الحاكم بأمر الله أى قبل الملك الكامل بما ينيف عن مائتى سنة، ولما استقرت هذه الطائفة بالحى المنسوب إليها بنوا المدابغ وصنعوا الأديم المشبه بالطائفى، نسبة إلى مدينة الطائف بالحجاز وكانت مشهورة بمدابغ الجلود، ثم سكن الأحفاد بعد ذلك هذا الحى وكانوا من طوائف الريحانية الغزاوية والمولدة والعجمان وعبيد الشراء، وفى العصر المملوكى أصبح الحى يتكون من ثماني حارات حارة حامد والمنشية الكبرى والمنشية الصغرى والحارة الكبيرة والحارة الوسطى وكانت لعبيد الشراء والوزيرية وكان يسكنها الأرمن.
وقد أفاض المقريزى في الحديث عن حى الحسينية فقال "أعلم أن الحسينية شقتان أحدهما ما خرج من باب الفتوح وطولها من خارج باب الفتوح إلى قرية الخندق – منطقة الدمرداش حاليًا – وهذه الشقة هى التى كانت مساكن للجند أيام الخلفاء الفاطميين"، مضيفا "والشقة الأخرى ما خرج من باب النصر وهذه الشقة لم يكن بها في أيام الخلفاء الفاطميين سوى مصلى العيد تجاه باب النصر والباقى فضاء كان يستخدم كاستراحات للقوافل المتجهة إلى الحج ثم أصبحت هذه الأرض الفضاء مقابر أنشئت حول قبر بدر الجمالى الذى أقامه خارج باب النصر ومازالت تستعمل هكذا حتى الآن ومعروفة باسم مقابر باب النصر".
وعن ازدهار عمران حى الحسينية في العصر السابق على المقريزى فيقول إن هذا الحى كان عامرا بالأسواق والدور وكانت سائر شوارعه مكتظة بازدحام الناس من الباعة والمارة وأرباب المعايش وأصحاب اللهو.
وقد ساعد على ازدهار حى الحسينية بناء السلطان الظاهر بيبرس عدة منشآت معمارية من أهمها مسجده الكبير الذي لا يزال يحمل اسمه حتى الآن وهو مسجد الظاهر بيبرس.

## تقسيم
يتوسط حى الحسينية من الجنوب إلى الشمال شارع الحسينية وشارع البيومى من باب الفتوح إلى ميدان الجيش ولا يزال هذا الحى يحتفظ حتى اليوم بكثير من مظاهره في العصور الوسطى.

## الأعلام
- طارق الطيب